# Damianos (parakoimomenos)
Damian (en grec byzantin Δαμιανός) était un haut fonctionnaire eunuque byzantin sous le règne de l'empereur Michel III, servant de chef chambrier (parakoimomenos) de l'empereur.

## Biographie
Théophane continué rapporte que Damian était un eunuque d'origine slave. Il a occupé le poste influent de chef chambrier (parakoimomenos), avec le grade de patricien, sous Michel III (r. 842-867), et peut-être, selon la dernière Patrie de Constantinople, également sous le père de Michael, Théophile (r. 829-842).   Le Byzantiniste Henri Grégoire a suggéré que Damian pourrait être identifiable à l'amiral byzantin Ibn Qatuna, qui a dirigé le sac de Damiette en 853. Cette théorie provient du nom de cet amiral, son nom connu uniquement de sources arabes comme une corruption du titre "epi tou koitonos" ("en charge de la chambre impériale"). 
Damianos appartenait au cercle des hauts fonctionnaires qui s'opposaient à Théoctiste le Logothète, le puissant ministre ayant monopolisé le pouvoir pendant la première moitié du règne de Michel. Damianos contribue à assurer le rappel de l'oncle de Michael, Bardas d’exil, aboutissant à la prise de contrôle des affaires de l'État par Bardas en 855 et la mort de Théoctiste.   En 865, cependant, il se dispute avec Bardas, qui commence à comploter contre lui. Bardas persuade Michel de renvoyer Damianos et de le faire tonsurer. Son successeur est  Basil le Macédonien, le futur fondateur de la dynastie macédonienne.  
Damian se retira dans l'église du palais du quartier de Saint-Mamas. Selon la Patria, il a également construit le monastère connu sous le nom de « ta Damianou » (« de Damianos »). 

## Sources
- Rodolphe Guilland, Recherches sur les institutions byzantines, Tome I, Berlin, Akademie-Verlag, 1967, 202–215 p. (lire en ligne), « Le Parakimomène »
- Lilie, Ralph-Johannes; Ludwig, Claudia; Zielke, Beate; Pratsch, Thomas, eds. (2013). Prosopographie der mittelbyzantinischen Zeit En ligne. Berlin-Brandenburgische Akademie der Wissenschaften. Nach Vorarbeiten F. Winkelmanns erstellt (en allemand). De Gruyter http://www.degruyter.com/view/db/pmbz.